# Przedbórz (Mazovia)
Przedbórz [pronunciación en polaco: /ˈpʂɛdbuʂ/] es un pueblo ubicado en el distrito administrativo de Gmina Staroźreby, dentro del Condado de Płock, Voivodato de Mazovia, en el este de Polonia central. Se encuentra aproximadamente a 5 kilómetros al este de Staroźreby, a 27 kilómetros al noreste de Płock, y a 82 kilómetros al noroeste de Varsovia.